# Begin (đĩa đơn của TVXQ)
Begin là đĩa đơn tiếng Nhật thứ sáu của Tohoshinki, phát hành ngày 21 tháng 6 năm 2006 bởi rhythm zone. Ca khúc được sử dụng làm nhạc nền kết thúc của bộ phim truyền hình Hàn Quốc Xin lỗi, anh yêu em khi phát sóng tại Nhật Bản.

## Danh sách bài hát

### CD
| STT              | Nhan đề                                         | Phổ lời          | Phổ nhạc         | Thời lượng |
| ---------------- | ----------------------------------------------- | ---------------- | ---------------- | ---------- |
| 1.               | "Begin"                                         | Mai Osanai       | Jin Nakamura     | 5:34       |
| 2.               | "High time"                                     | jam              | Masataka Kitaura | 4:03       |
| 3.               | "Begin（アカペラVer.)" (Begin (Acappella Ver.)) |                  |                  | 2:44       |
| 4.               | "Begin (Less Vocal)"                            |                  |                  | 5:34       |
| 5.               | "High time (Less Vocal)"                        |                  |                  | 4:03       |
| Tổng thời lượng: | Tổng thời lượng:                                | Tổng thời lượng: | Tổng thời lượng: | 21:54      |

### CD+DVD
CD
| STT | Nhan đề                  | Phổ lời    | Phổ nhạc         | Thời lượng |
| --- | ------------------------ | ---------- | ---------------- | ---------- |
| 1.  | "Begin"                  | Mai Osanai | Jin Nakamura     | 5:34       |
| 2.  | "High time"              | jam        | Masataka Kitaura | 4:03       |
| 3.  | "Begin (Less Vocal)"     |            |                  |            |
| 4.  | "High time (Less Vocal)" |            |                  |            |

DVD
1. Begin (Music Video)
2. Interview

## Xếp hạng
| Ngày phát hành      | Oricon chart         | Thứ hạng | Số bản tiêu thụ | Chart run |
| ------------------- | -------------------- | -------- | --------------- | --------- |
| 21 tháng 6 năm 2006 | Weekly Singles Chart | 15       | 17.283          | 5 tuần    |

## Ngày phát hành
| Ngày                | Quốc gia | Định dạng                   | Nhãn đĩa           |
| ------------------- | -------- | --------------------------- | ------------------ |
| 21 tháng 6 năm 2006 | Nhật Bản | CD CD+ DVD digital download | Rhythm Zone        |
| 28 tháng 6 năm 2006 | Hàn Quốc | CD, CD+DVD                  | S.M. Entertainment |
| 30 tháng 6 năm 2006 | Đài Loan | CD, CD+DVD                  | Avex Taiwan        |